# Нафтовий сепаратор

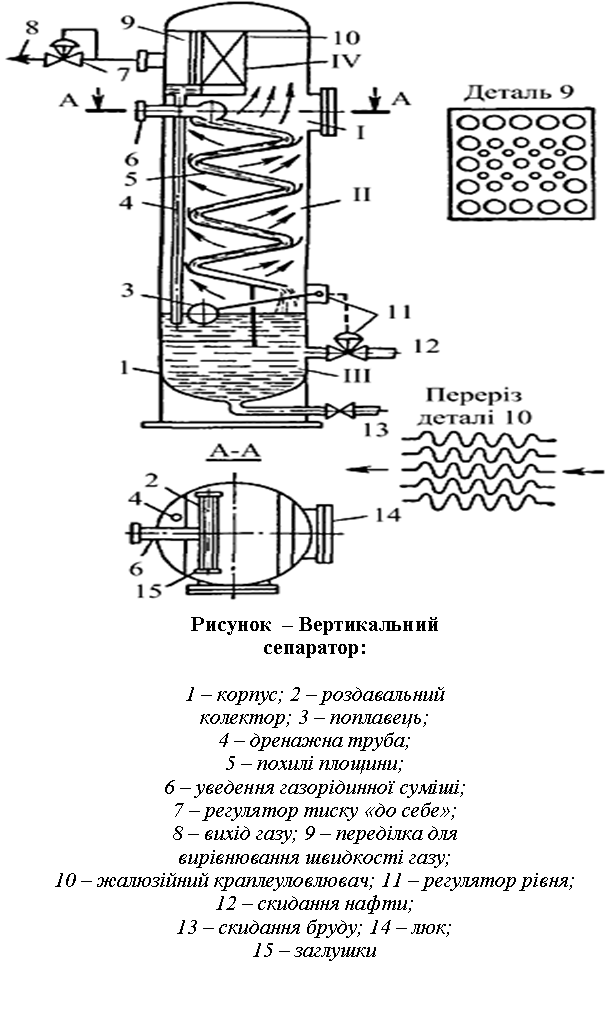
Рис. 1.

Нафтовий сепаратор — пристрій для промислової підготовки нафти шляхом її дегазації, зневоднення, знесолення та стабілізації.

## Загальна характеристика
Дегазація нафти здійснюється для відокремлення попутного газу від нафти. Обладнання, у якому відбувається цей процес, називається сепаратором. Процес сепарації здійснюється в декілька етапів (ступенів). Чим більше ступенів сепарації, тим більший вихід дегазованої нафти з пластової рідини. Однак при цьому збільшуються капіталовкладення в сепаратори. У зв'язку із цим кількість ступенів сепарації обмежують двома-трьома.
Сепаратор являє собою циліндричний корпус, забезпечений патрубками для введення газорідинної суміші й виведення рідкої та газової фаз, запобіжною і регулюючою арматурою, а також спеціальними пристроями, що забезпечують розділення рідини і газу.

## Вертикальний сепаратор
У конструкції вертикального нафтових сепараторів будь-якого типу розрізняють чотири секції (рис. 1).
- І. Основна секція сепарації слугує для відділення нафти від газу. На роботу секції сепарації значно впливає конструктивне оформлення схеми введення продукції свердловин (радіальна, тангенціальна, використання різного роду насадок-диспер¬гаторів, турбулізуючих уведення газорідинної суміші).
- II. Осаджувальна секція, в якій відбувається додаткове виділення бульбашок газу з нафти, збільшених у сепараційній секції. Для більш інтенсивного виділення оклюдованих бульбашок газу з нафти її направляють тонким шаром по похилих площинах, збільшуючи тим самим довжину шляху руху нафти й ефективність її сепарації. Похилі площини рекомендується виготовляти з невеликим порогом, котрий сприяє виділенню газу з нафти.
- III. Секція збору нафти розміщується у нижній частині сепаратора і призначена для збору та виведення нафти із сепаратора. Нафта може знаходитися тут або в однофазному стані, або в суміші з газом залежно від ефективності роботи сепараційної та осаджувальної секцій, а також від в'язкості нафти та часу перебування її в сепараторі.
- IV. Краплеуловлювальна секція розташована у верхній частині сепаратора або винесена за його межі і слугує для уловлювання найдрібніших крапельок рідини, що виносяться потоком газу в газопровід.

На рис. 1 показано загальний вигляд у розрізі сепаратора з жалюзійною насадкою 10. У процесі його роботи нафтогазова суміш під тиском на гирлах свердловин або тиском, що розвивається насосами дотискної насосної станції (ДНС), проходить через патрубок до роздавального колектора 2, який має по всій довжині щілину для виходу суміші. Зі щілини нафтогазова суміш потрапляє на похилі площини 5, що збільшують шлях руху нафти і тим самим полегшують виділення оклюдованих бульбашок газу. У верхній частині сепаратора встановлена краплеуловлювальна насадка 10 жалюзійного типу.
Основний потік газу разом з найдрібнішими частинками нафти, що не встигли випасти під дією сили тяжіння, зустрічає на своєму шляху жалюзійну насадку 10, в якій відбувається «захоплення» (прилипання) крапельок рідини і додаткове вилучення їх з газу; при цьому утворюється плівка, що стікає по дренажній трубі 4 в секцію збору нафти III, з якої по трубі для скидання нафти 12 вона виводиться із сепаратора.
Краплеуловлювальна насадка 10 може мати різні конструкції, а її робота повинна ґрунтуватися на таких принципах:
1) зіткнення потоку газу з різного роду переділками;
2) зміна напрямку потоку;
3) зміна швидкості потоку;
4) використання відцентрової сили;
5) застосування коалестуючої набивки (різного роду металевих сіток).

## Горизонтальний сепаратор

Рис. 2. Загальний вигляд горизонтального сепаратора в розрізі 1 – уведення газонафтової суміші; 2 – диспергатор; 3 – похилі площини; 4 – жалюзійна насадка-краплеуловлювач; 5 – переділка для вирівнювання потоку газу; 6 – вихід газу; 7 – люк; 8 – регулятор рівня;
9 – поплавцевий рівнеутримувач;10 – блок скидання бруду; 11– переділка для запобігання прориву газу; 12 – зливна трубка

На (рис. 2) зображено схему горизонтального сепаратора, в якому частинки рідини осідають як під дією гравітаційних, так і інерційних сил. Основний потік газу разом з найменшими частинками нафти, що не встигли осісти під дією сили тяжіння, зустрічає на своєму шляху жалюзійну насадку 4, в якій відбувається «захват» (прилипання) крапельок рідини і додаткове відділення їх від газу; при цьому утворюється плівка, котра стікає в піддон, а звідти по зливній трубі 12 вона потрапляє під рівень рідини в сепараторі.
У горизонтальному сепараторі (рис. 2) у верхній частині сепаратора показана крапелька нафти К, а в нижній частині сепаратора показана бульбашка газу Б та сили, які діють на них.